# 水塔

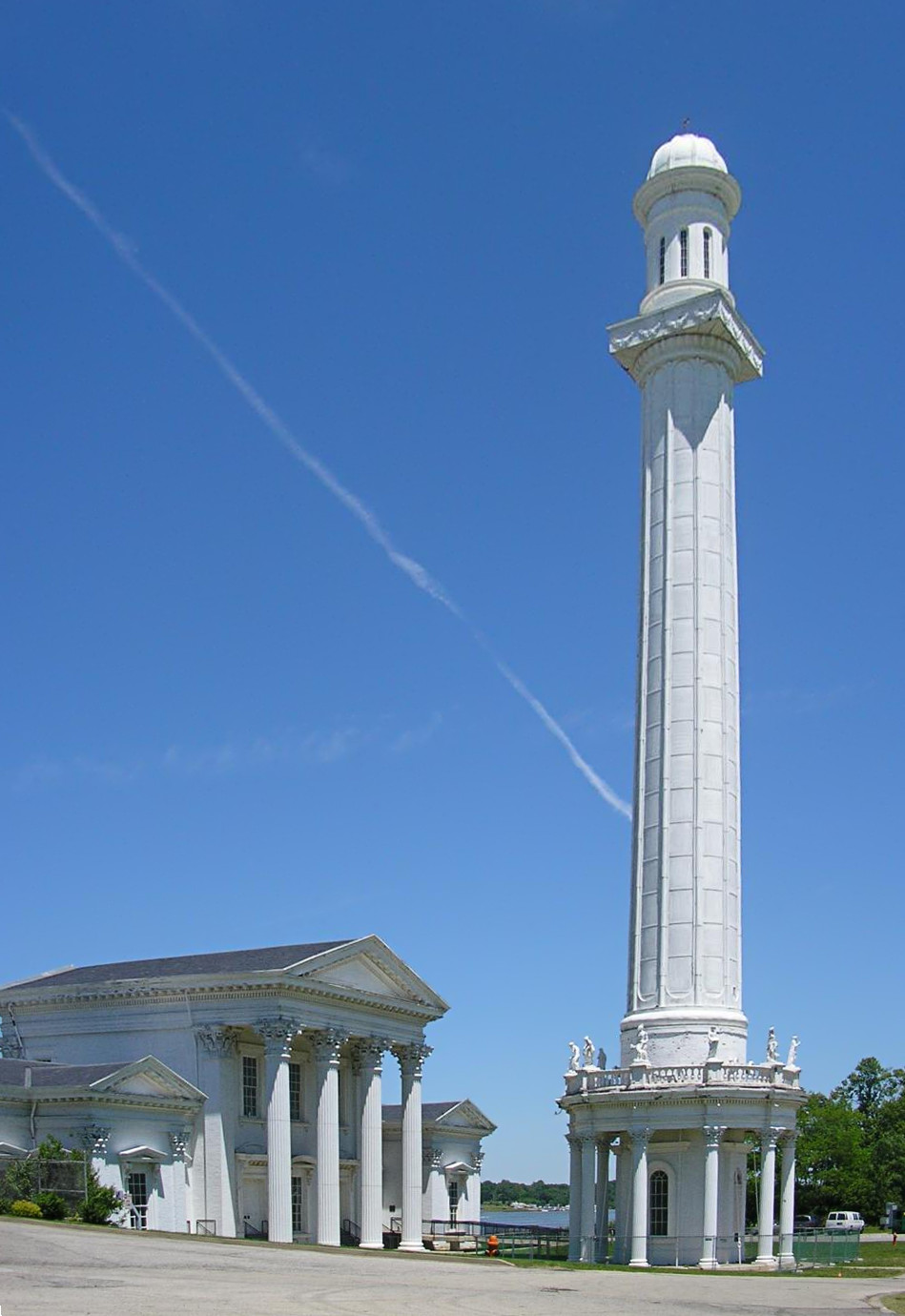
美國路易維爾的水塔，建於1860年。

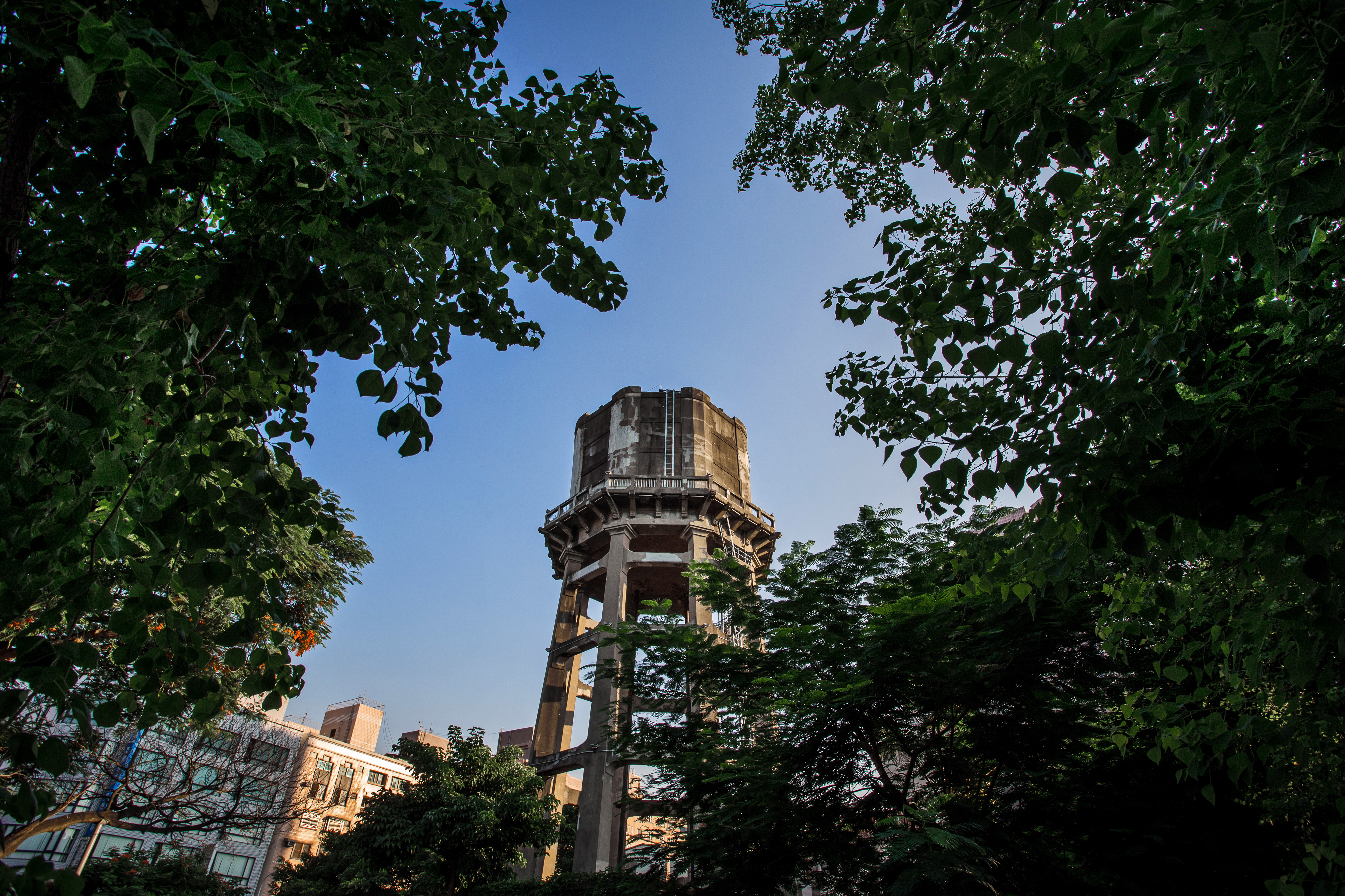
臺灣雲林縣定古蹟虎尾自來水廠虎尾水塔

水塔（英語：Water tower）是一种用于储存和分配水的高耸结构建筑，常见于城市中。水塔一般被用来保持和调节给水管网中的水量和水压，主要由水柜、基础和连接两者的支筒或支架以及泵组成，用来在自来水系统中提供水的压力。
即使在停電期間，水塔也能供水，因為它們依靠水位上升（由於重力）產生的靜水壓力將水推入生活和工業配水系統；然而，它們無法在沒有電源的情況下長時間供水，因為通常需要泵來為塔重新注水。水塔還可以充當水庫，以幫助滿足高峰使用時間的用水需求。塔中的水位通常會在一天中的高峰使用時段下降，然後水泵在夜間將其重新填充。這個過程還可以防止水在寒冷的天氣中結冰，因為塔不斷地被排水和重新填充。

## 設計與施工
可以使用多種材料來建造典型的水塔；最常使用鋼材和鋼筋或預力混凝土（也使用木材、玻璃纖維或磚），並結合內部塗層以保護水免受襯裡材料的影響。塔中的蓄水池可以是球形、圓柱形或橢圓形。
加壓是透過水位高度的靜水壓力發生的；每升高102（4.016英寸），就會產生1千帕斯卡（0.145磅力每平方英寸）的壓力。30（98.43英尺）的海拔高度產生約300千帕斯卡（43.511磅力每平方英寸），足以運作並滿足大多數生活用水壓力和分配系統的要求。
水塔的高度為供水系統提供壓力，並且可以用幫浦補充。水塔的體積和管道的直徑提供並維持流速。然而，依靠泵提供壓力的成本昂貴；為了滿足不斷變化的需求，泵浦的尺寸必須能夠滿足尖峰需求。在需求較低的時期，壓力維持泵用於滿足較低的水流量要求。水塔減少了循環泵浦的電力消耗，從而減少了對昂貴的泵浦控制系統的需求，因為該系統的尺寸必須足夠大，才能在高流量下提供相同的壓力。
滅火時需要非常高的體積和流速。有了水塔，泵浦的大小可以根據平均需求而不是高峰需求來決定；水塔可以在白天提供水壓，當需求較低時，水泵會重新填充水塔。
使用無線感測器網路監控塔內的水位，能夠自動監控和控制水泵，而無需安裝和維護昂貴的數據電纜。
水塔有效容积： W=W1+W2：
- W1，调节容积，m3，根据净水厂二级泵站供水量和用户用水量之间差值的累计和；
- W2，消防贮水量，m3，按该水厂服务区域内10min室内消防用水量计算。

像工厂、住宅区等地，就能见到水塔。另外，水塔還分成一般水塔跟冷卻水塔。在大樓裡，水塔有上、下之分。若是高達14層以上大樓還會有中繼水塔。

## 外部連結
- International Watertower Archive （页面存档备份，存于）
- Website about 1000 watertowers from Poland 的存檔，存档日期28 January 2022.